# Souped-Up Ford
«Souped-Up Ford» —en español: Ford tuneado— es una canción del músico irlandés Rory Gallagher, incluida en su cuarto álbum de estudio Against the Grain, fue lanzado como sencillo promocional del álbum junto con el cover del duo de soul Sam & Dave "I Take What I Want" ese mismo año.

## Músicos
- Rory Gallagher: voz y guitarra eléctrica
- Gerry McAvoy: bajo
- Lou Martin: teclados
- Rod de'Ath: batería